# Formosatettix robustus
Formosatettix robustus är en insektsart som beskrevs av Sergey Storozhenko 1981. Formosatettix robustus ingår i släktet Formosatettix och familjen torngräshoppor. Inga underarter finns listade i Catalogue of Life.